# Saint-Hervé
 Saint-Hervé  (en bretón Sant-Herve) es una población y comuna francesa, situada en la región de Bretaña, departamento de Côtes-d'Armor, en el distrito de Saint-Brieuc y cantón de Uzel.

## Demografía
| 470 | 435 | 378 | 414 | 409 | 397 |
| Para los censos de 1962 a 1999 la población legal corresponde a la población sin duplicidades (Fuente: INSEE [Consultar]) |     |     |     |     |     |